# Дуглас, Мелвин (борец)
Мелвин Лэйвон Дуглас (англ. Melvin Lavon Douglas; род. 21 августа 1963, Топика) — американский борец вольного стиля, чемпион мира, чемпион Панамериканских игр.

## Спортивные результаты
- Чемпион мира (1993), серебряный призёр чемпионата мира (1989), бронзовый призёр чемпионатов мира (1994, 1995).
- Обладатель Кубка мира (1994), бронзовый призёр Кубка мира (1990).
- Участник Олимпийских игр 1996 года в Атланте (7-е место) и 2000 года в Сиднее (18-е место).
- Чемпион Панамериканских игр (1995).
- Серебряный призёр Игр доброй воли (1998).
- Победитель Тбилисского международного турнира (1989).
- Чемпион США (1988, 1993-1998).
- Победитель студенческого NCAA чемпионата США (1985, 1986)[1].
- Чемпион США среди юниоров (1981)[2].

## Признание
- По итогам 1994 года был обладателем приза Джона Смита, вручаемого лучшему борцу-вольнику года в  США[3].
- Член Зала спортивной славы Канзаса.
- В 2013 году введен в Зал национальной славы борьбы США[4].

## Видео
- Чемпионат США 1997, вольная борьба, до 97 кг, финал: Мелвин Дуглас — Джей-Джей МакГрю Архивная копия от 17 марта 2016 на Wayback Machine